# A Cleveland-show epizódjainak listája
A Cleveland-show egy amerikai rajzfilmsorozat, ami az amerikai Virginia államban a kitalált Szarfészek (angolul Stoolbend) városában játszódik. A sorozatot Seth MacFarlane 2007-ben találta ki miközben két másik sorozatán, a Family Guy-on és az Amerikai Fateron dolgozott. 
A FOX televíziócsatorna kezdte sugározni 2009. szeptember 27-én. Magyarországon 2010. július 6. óta vetíti a magyar Comedy Central. A Cleveland Show a korábban a Family Guy-ból megismert Cleveland Brown kiemelésével készített spin-off.

## Évados áttekintés
| Évad | Évad | Részek száma | Részek száma | Eredeti sugárzás     | Eredeti sugárzás | Eredeti adó | Magyar sugárzás     | Magyar sugárzás    | Magyar adó     |
| Évad | Évad | Részek száma | Részek száma | Évadbemutató         | Évadzáró         | Eredeti adó | Évadbemutató        | Évadzáró           | Magyar adó     |
| ---- | ---- | ------------ | ------------ | -------------------- | ---------------- | ----------- | ------------------- | ------------------ | -------------- |
|      | 1.   | 21           | 21           | 2009. szeptember 27. | 2010. május 23.  | FOX         | 2010. július 6.     | 2010. november 16. | Comedy Central |
|      | 2.   | 22           | 22           | 2010. szeptember 26. | 2011. május 15.  | FOX         | 2011. szeptember 6. | 2012. január 31.   | Comedy Central |
|      | 3.   | 22           | 22           | 2011. szeptember 25. | 2012. május 20.  | FOX         | 2013. január 22.    | 2013. június 18.   | Comedy Central |
|      | 4.   | 23           | 23           | 2012. október 7.     | 2013. május 19.  | FOX         | 2013. december 3.   | 2014. május 13.    | Comedy Central |

## Epizódlista

### 1. évad (2009-2010)
| Sor. | Év. | Cím                                                                                     | Rendező                     | Író                                          | Premier                                | Nézettség   |
| ---- | --- | --------------------------------------------------------------------------------------- | --------------------------- | -------------------------------------------- | -------------------------------------- | ----------- |
| 1.   | 1.  | A kezdetek (Pilot)                                                                      | Anthony Lioi                | Seth MacFarlane & Richard Appel & Mike Henry | 2009. szeptember 27. 2010. július 6.   | 9,42 millió |
| 2.   | 2.  | A kutyus és az apa-lánya tánc (Da Doggone Daddy-Daughter Dinner Dance)                  | Chuck Klein                 | Julius Sharpe                                | 2009. október 4. 2010. július 6.       | 8,70 millió |
| 3.   | 3.  | Barátok (The One About Friends)                                                         | Oreste Canestrelli          | Jonathan Green & Gabe Miller                 | 2009. október 11. 2010. július 13.     | 7,78 millió |
| 4.   | 4.  | Értékesítő születik (Birth of a Salesman)                                               | Chris Graham & Anthony Lioi | Kirker Butler                                | 2009. október 18. 2010. július 20.     | 7,75 millió |
| 5.   | 5.  | Cleveland Jr. nagy dobása (Cleveland Jr.'s Cherry Bomb)                                 | Mike L. Mayfield            | Aseem Batra                                  | 2009. november 8. 2010. július 27.     | 6,28 millió |
| 6.   | 6.  | Hölgykoszorú (Ladies' Night)                                                            | Justin Ridge                | Clarence Livingston                          | 2009. november 15. 2010. augusztus 3.  | 7,01 millió |
| 7.   | 7.  | Hálaadás Brownéknál (A Brown Thanksgiving)                                              | Chuck Klein & Matt Engstrom | Matt Murray                                  | 2009. november 22. 2010. augusztus 10. | 6,53 millió |
| 8.   | 8.  | Az ágyhelyzet fokozódik (From Bed to Worse)                                             | Anthony Agrusa              | Teri Schaffer & Raynelle Swilling            | 2009. november 29. 2010. augusztus 17. | 7,20 millió |
| 9.   | 9.  | Egy Cleveland Brown-féle karácsony (A Cleveland Brown Christmas)                        | Oreste Canestrelli          | Jonathan Green & Gabe Miller                 | 2009. december 13. 2010. augusztus 24. | 6,52 millió |
| 10.  | 10. | A lendület mezeje (Field of Streams)                                                    | Ian Graham                  | Aaron Lee                                    | 2010. január 3. 2010. augusztus 31.    | 6,96 millió |
| 11.  | 11. | Szerelmi hullámvasút (Love Rollercoaster)                                               | Ron Rubio                   | Kirker Butler                                | 2010. január 10. 2010. szeptember 7.   | 8,54 millió |
| 12.  | 12. | A mi bandánk (Our Gang)                                                                 | Anthony Agrusa              | Aaron Lee                                    | 2010. január 31. 2010. szeptember 14.  | 4,53 millió |
| 13.  | 13. | Eltemetett élvezet (Buried Pleasure)                                                    | Ian Graham                  | Julius Sharpe                                | 2010. február 14. 2010. szeptember 21. | 4,85 millió |
| 14.  | 14. | Váratlan fordulat Jr. kocsmai munkájában (The Curious Case of Jr. Working at The Stool) | Justin Ridge                | Kevin Biggins & Travis Bowe                  | 2010. február 21. 2010. szeptember 28. | 5,60 millió |
| 15.  | 15. | Egyszer volt, hol nem volt New Yorkban (Once Upon a Tyne in New York)                   | Mike L. Mayfield            | Aaron Lee                                    | 2010. március 21. 2010. október 5.     | 5,04 millió |
| 16.  | 16. | Brown, a hős (The Brown Knight)                                                         | Matt Engstrom               | Aseem Batra                                  | 2010. március 28. 2010. október 12.    | 5,64 millió |
| 17.  | 17. | Elfújta a szél (Gone With the Wind)                                                     | Ron Rubio                   | Bill Oakley                                  | 2010. április 11. 2010. október 19.    | 5,45 millió |
| 18.  | 18. | Testvéri szeretet (Brotherly Love)                                                      | Anthony Agrusa              | Justin Heimberg                              | 2010. május 2. 2010. október 26.       | 5,74 millió |
| 19.  | 19. | Brownék történelmi hónapja (Brown History Month)                                        | Ian Graham                  | Matt Murray                                  | 2010. május 9. 2010. november 2.       | 5,28 millió |
| 20.  | 20. | Cleveland angyalai (Cleveland's Angels)                                                 | Oreste Canestrelli          | Clarence Livingston                          | 2010. május 16. 2010. november 9.      | 5,78 millió |
| 21.  | 21. | Te vagy a tanú, Cleveland Brown (You're the Best Man, Cleveland Brown)                  | Justin Ridge                | Kirker Butler                                | 2010. május 23. 2010. november 16.     | 4,91 millió |

### 2. évad (2010-2011)
| Sor. | Év. | Cím                                                                                          | Rendező            | Író                                                        | Premier                                  | Nézettség   |
| ---- | --- | -------------------------------------------------------------------------------------------- | ------------------ | ---------------------------------------------------------- | ---------------------------------------- | ----------- |
| 22.  | 1.  | Keményebben, jobban, gyorsabban, barnábban (Harder, Better, Faster, Browner)                 | Ian Graham         | Matt Murray                                                | 2010. szeptember 26. 2011. szeptember 6. | 6,60 millió |
| 23.  | 2.  | Cleveland Live! (Cleveland Live!)                                                            | Ken Wong           | Jonathan Green & Gabe Miller                               | 2010. október 3. 2011. szeptember 13.    | 6,65 millió |
| 24.  | 3.  | Cleveland visszaszerzi az önbizalmát (How Cleveland Got His Groove Back)                     | Oreste Canestrelli | Julius Sharpe                                              | 2010. október 10. 2011. szeptember 20.   | 5,63 millió |
| 25.  | 4.  | Junior Brown, a Nagy Palacsinta (It's the Great Pancake, Cleveland Brown)                    | Ron Rubio          | Aseem Batra                                                | 2010. november 7. 2011. szeptember 27.   | 6,68 millió |
| 26.  | 5.  | Kis ember a bajnokságban (Little Man on Campus)                                              | Anthony Agrusa     | Kevin Biggins & Travis Bowe                                | 2010. november 14. 2011. október 4.      | 6,66 millió |
| 27.  | 6.  | Kövéren és vizesen (Fat and Wet)                                                             | Matt Engstrom      | Kirker Butler                                              | 2010. november 21. 2011. október 11.     | 5,07 millió |
| 28.  | 7.  | Egy újabb rossz hálaadás (Another Bad Thanksgiving)                                          | Mike L. Mayfield   | Clarence Livingston                                        | 2010. november 28. 2011. október 18.     | 7,39 millió |
| 29.  | 8.  | Boldog karácsonyt! (Murray Christmas)                                                        | Ken Wong           | Kirker Butler                                              | 2010. december 5. 2011. október 25.      | 6,97 millió |
| 30.  | 9.  | Segélyivás! (Beer Walk!)                                                                     | Jim Shellhorn      | Aaron Lee                                                  | 2010. december 5. 2011. november 1.      | 5,96 millió |
| 31.  | 10. | Éljen az ürühágás! (Ain't Nothin' But Mutton Bustin)                                         | Matt Engstrom      | Courtney Lilly                                             | 2011. január 9. 2011. november 8.        | 7,38 millió |
| 32.  | 11. | Hogyan lehet megoldani a Roberta nevű problémát? ("How Do You Solve a Problem Like Roberta?) | Anthony Agrusa     | Aaron Lee                                                  | 2011. január 16. 2011. november 15.      | 5,52 millió |
| 33.  | 12. | Mint egy főnök (Like a Boss)                                                                 | Ron Rubio          | Matt Murray                                                | 2011. január 23. 2011. november 22.      | 5,19 millió |
| 34.  | 13. | Egy rövid történet és egy hosszú mese (A Short Story and a Tall Tale)                        | Ian Graham         | Julius Sharpe                                              | 2011. február 13. 2011. november 29.     | 4,75 millió |
| 35.  | 14. | Terry, a nőtlen (Terry Unmarried)                                                            | Ken Wong           | Aaron Lee                                                  | 2011. február 20. 2011. december 6.      | 5,43 millió |
| 36.  | 15. | A kék és a szürke és a Brown (The Blue, The Gray and The Brown)                              | Oreste Canestrelli | onathan Green & Gabe Miller                                | 2011. március 6. 2011. december 13.      | 4,80 millió |
| 37.  | 16. | Ahogy a süti szétmorzsolódik (The Way the Cookie Crumbles)                                   | Jim Shellhorn      | Chadd Gindin                                               | 2011. március 13. 2011. december 20.     | 4,64 millió |
| 38.  | 17. | Élni és meghalni Virginiában (To Live and Die in VA)                                         | Seung-Woo Cha      | Mehar Sethi                                                | 2011. március 20. 2011. december 27.     | 5,45 millió |
| 39.  | 18. | Cleveland magja (The Essence of Cleveland)                                                   | Matt Engstrom      | Jonathan Green & Gabe Miller                               | 2011. április 3. 2012. január 3.         | 4,81 millió |
| 40.  | 19. | A hajóverseny (Ship'rect)                                                                    | Ken Wong           | Teri Schaffer & Raynelle Swilling                          | 2011. április 10. 2012. január 10.       | 4,93 millió |
| 41.  | 20. | Újra a menők között (Back to Cool)                                                           | Anthony Agrusa     | Kevin Biggins & Travis Bowe                                | 2011. április 17. 2012. január 17.       | 4,61 millió |
| 42.  | 21. | A show-k show-ja (Your Show of Shows)                                                        | Oreste Canestrelli | Történet: Carl Reiner Tévéjáték: Aseem Batra & Matt Murray | 2011. május 8. 2012. január 24.          | 4,70 millió |
| 43.  | 22. | Forrócsokis hetyepetye (Hot Cocoa Bang Bang)                                                 | Ian Graham         | Kirker Butler                                              | 2011. május 15. 2012. január 31.         | 4,93 millió |

### 3. évad (2011-2012)
| Sor. | Év. | Cím                                                         | Rendező            | Író                                                        | Premier                               | Nézettség   |
| ---- | --- | ----------------------------------------------------------- | ------------------ | ---------------------------------------------------------- | ------------------------------------- | ----------- |
| 44.  | 1.  | Öribarik (BFFs)                                             | Steve Robertson    | Kirker Butler                                              | 2011. szeptember 25. 2013. január 22. | 6,13 millió |
| 45.  | 2.  | A hurrikán (The Hurricane!)                                 | Ron Rubio          | Kirker Butler                                              | 2011. október 2. 2013. január 29.     | 5,56 millió |
| 46.  | 3.  | Rémálom a Grace utcában (Nightmare on Grace Street)         | Phil Allora        | Jonathan Green & Gabe Miller                               | 2011. október 30. 2013. február 5.    | 4,66 millió |
| 47.  | 4.  | Lógós nap (Skip Day)                                        | Jack Perkins       | Dave Jeser & Matt Silverstein                              | 2011. november 20. 2013. február 12.  | 3,86 millió |
| 48.  | 5.  | Yemen párt (Yemen Party)                                    | Seung-Woo Cha      | Julius Sharpe                                              | 2011. november 27. 2013. február 19.  | 3,67 millió |
| 49.  | 6.  | Szex és Biddy (Sex and the Biddy)                           | Ron Rubio          | Aseem Batra                                                | 2011. december 4. 2013. február 26.   | 5,47 millió |
| 50.  | 7.  | Közepesen drágán add az életed (Die Semi-Hard)              | Seung-Woo Cha      | John Viener                                                | 2011. december 11. 2013. március 5.   | 5,07 millió |
| 51.  | 8.  | Y Tu Junior Tambien (Y Tu Junior Tambien)                   | Jack Perkins       | Aaron Lee                                                  | 2012. január 8. 2013. március 12.     | 4,48 millió |
| 52.  | 9.  | Ennyit a las szomszédságoszról (There Goes El Neighborhood) | Ron Rubio          | Courtney Lilly                                             | 2012. január 29. 2013. március 19.    | 2,75 millió |
| 53.  | 10. | Szarosokkal táncoló (Dancing with the Stools)               | Anthony Agrusa     | Matt Murray                                                | 2012. február 12. 2013. március 26.   | 2,72 millió |
| 54.  | 11. | Barna mágia (Brown Magic)                                   | Anthony Agrusa     | Chadd Gindin                                               | 2012. február 19. 2013. április 2.    | 2,61 millió |
| 55.  | 12. | Míg a hallás el nem választ (Til Deaf)                      | Oreste Canestrelli | Aaron Lee                                                  | 2012. március 4. 2013. április 9.     | 3,11 millió |
| 56.  | 13. | A garnélacsizma (Das Shrimp Boot)                           | Oreste Canestrelli | John Viener                                                | 2012. március 11. 2013. április 16.   | 3,35 millió |
| 57.  | 14. | Márciusi apa-gyagya (March Dadness)                         | Ian Graham         | Jonathan Green & Gabe Miller                               | 2012. március 18. 2013. április 23.   | 3,22 millió |
| 58.  | 15. | A bennem élő férfiak (The Men in Me)                        | Steve Robertson    | Clarence Livingston                                        | 2012. március 25. 2013. április 30.   | 3,12 millió |
| 59.  | 16. | Frappétámadás! (Frapp Attack!)                              | Phil Allora        | Kevin Biggins & Travis Bowe                                | 2012. április 1. 2013. május 7.       | 2,87 millió |
| 60.  | 17. | Amerikai csínytevő (American Prankster)                     | Seung-Woo Cha      | Bill Oakley                                                | 2012. április 15. 2013. május 14.     | 4,34 millió |
| 61.  | 18. | A suli nagymenője (B.M.O.C.)                                | Steve Robertson    | Kirker Butler                                              | 2012. április 29. 2013. május 21.     | 3,12 millió |
| 62.  | 19. | Jézus jár (Jesus Walks)                                     | Phil Allora        | Kirker Butler                                              | 2012. április 29. 2013. május 28.     | 4,06 millió |
| 63.  | 20. | Egy pottyantásnyi zsenialitás (Flush of Genius)             | Jack Perkins       | Aaron Lee                                                  | 2012. május 6. 2013. június 4.        | 3,11 millió |
| 64.  | 21. | Mama dráma (Mama Drama)                                     | Anthony Agrusa     | Chadd Gindin                                               | 2012. május 13. 2013. június 11.      | 2,79 millió |
| 65.  | 22. | Korlátlan fogyasztás (All You Can Eat)                      | Ian Graham         | Történet: Aseem Batra & Bill Oakley Tévéjáték: Aseem Batra | 2012. május 20. 2013. június 18.      | 3,01 millió |

### 4. évad (2012-2013)
| Sor. | Év. | Cím | Rendező            | Író                                                          | Premier                               | Nézettség   |
| ---- | --- | --- | ------------------ | ------------------------------------------------------------ | ------------------------------------- | ----------- |
| 66.  | 1.  | Menekülés Szutyokföld elől (Escape from Goochland)                                                                | Jack Perkins       | Courtney Lilly                                               | 2012. október 7. 2013. december 3.    | 4,47 millió |
| 67.  | 2.  | A T1tk0s Szövetség (Menace II Secret Society)                                                                     | Ron Rubio          | Clarence Livingston                                          | 2012. november 4. 2013. december 10.  | 3,95 millió |
| 68.  | 3.  | Szokásos hálaadásnapi epizód (A General Thanksgiving Episode)                                                     | Justin Ridge       | Courtney Lilly                                               | 2012. november 18. 2013. december 17. | 3,26 millió |
| 69.  | 4.  | A pulykák megváltója (Turkey Pot Die)                                                                             | Anthony Agrusa     | Dave Jeser & Matt Silverstein                                | 2012. november 25. 2013. december 24. | 4,32 millió |
| 70.  | 5.  | Vas Deferens, ami összeköt (A Vas Deferens Between Men & Women)                                                   | Jeff Myers         | John Viener                                                  | 2012. december 2. 2014. január 7.     | 3,37 millió |
| 71.  | 6.  | Karácsonyi lakoma (Tis the Cleveland to Be Sorry)                                                                 | Oreste Canestrelli | Chadd Gindin                                                 | 2012. december 16. 2014. január 14.   | 3,06 millió |
| 72.  | 7.  | Fejvadászatra fel! (Hustle 'N' Bros)                                                                              | Seung-Woo Cha      | Kirker Butler                                                | 2013. január 13. 2014. január 21.     | 2,66 millió |
| 73.  | 8.  | A Cleveland-show a világ körül (Wide World of Cleveland Show)                                                     | Ron Rubio          | Aaron Lee                                                    | 2013. január 27. 2014. január 28.     | 2,57 millió |
| 74.  | 9.  | Fogadalmak és bonyodalmak (Here Comes the Bribe)                                                                  | Jack Perkins       | Dave Jeser & Matt Silverstein                                | 2013. február 10. 2014. február 4.    | 2,76 millió |
| 75.  | 10. | A hűség próbája (When a Man (or a Freight Train) Loves His Cookie)                                                | Phil Allora        | Clarence Livingston                                          | 2013. február 17. 2014. február 11.   | 2,63 millió |
| 76.  | 11. | Leépítve (Brownsized)                                                                                             | Phil Allora        | Steven Ross                                                  | 2013. március 3. 2014. február 18.    | 3,28 millió |
| 77.  | 12. | Vidámparki road trip! (A cápás sztori időhiány miatt kimaradt) (Pins, Spins and Fins! (Shark Story Cut for Time)) | Steve Robertson    | Jonathan Green & Gabe Miller                                 | 2013. március 3. 2014. február 25.    | 3,78 millió |
| 78.  | 13. | Az ember legjobb barátja (A Rodent Like This)                                                                     | Seung-Woo Cha      | Aaron Lee                                                    | 2013. március 10. 2014. március 4.    | 4,04 millió |
| 79.  | 14. | Másnaposok, Tubbs módra (The Hangover: Part Tubbs)                                                                | Ron Rubio          | Aaron Lee                                                    | 2013. március 17. 2014. március 11.   | 2,83 millió |
| 80.  | 15. | Kaliforniai álom (California Dreamin' (All the Cleves Are Brown))                                                 | Oreste Canestrelli | Dave Jeser & Matt Silverstein                                | 2013. március 17. 2014. március 18.   | 4,05 millió |
| 81.  | 16. | Sherlock Holmes nyomában (Who Done Did It?)                                                                       | Jeff Myers         | Kevin Biggins & Travis Bowe                                  | 2013. április 7. 2014. március 25.    | 3,38 millió |
| 82.  | 17. | A maffia nem felejt (The Fist and the Furious)                                                                    | Anthony Agrusa     | Jonathan Green & Gabe Miller                                 | 2013. április 14. 2014. április 1.    | 2,50 millió |
| 83.  | 18. | Cserkészbecsszó (Squirt's Honor)                                                                                  | Oreste Canestrelli | Daniel Dratch                                                | 2013. április 21. 2014. április 8.    | 2,02 millió |
| 84.  | 19. | Az utca törvénye (Grave Danger)                                                                                   | Steve Robertson    | Kirker Butler                                                | 2013. április 28. 2014. április 15.   | 2,66 millió |
| 85.  | 20. | Búcsú az afrótól (Of Lice and Men)                                                                                | Jeff Myers         | Történet: John Viener Tévéjáték: Kevin Biggins & Travis Bowe | 2013. május 12. 2014. április 22.     | 1,89 millió |
| 86.  | 21. | Mr. és Mrs. Brown (Mr. & Mrs. Brown)                                                                              | Steve Robertson    | Kevin Biggins & Travis Bowe                                  | 2013. május 12. 2014. április 29.     | 2,26 millió |
| 87.  | 22. | Őrült hajsza (Crazy Train)                                                                                        | Seung-Woo Cha      | Chadd Gindin                                                 | 2013. május 19. 2014. május 6.        | 2,14 millió |
| 88.  | 23. | Családi Szerencsekerék! (Wheel! Of! Family!)                                                                      | Jack Perkins       | Margee Magee & Angeli Millan & Courtney Lilly                | 2013. május 19. 2014. május 13.       | 2,43 millió |